# Trachycarpus takil
Trachycarpus takil är en enhjärtbladig växtart som beskrevs av Odoardo Beccari. Trachycarpus takil ingår i släktet Trachycarpus och familjen Arecaceae. Inga underarter finns listade i Catalogue of Life.